# Де Лука, Джузеппе
Джузеппе Де Лука (итал. Giuseppe De Luca; 25 декабря 1876, Рим, Италия — 26 августа 1950, Нью-Йорк, США) — итальянский и американский оперный певец (баритон).

## Биография
Обучался в Академии «Санта-Чечилия». В 1901—1902 годах выступал в Королевском театре Пармы, оперных театрах Милана и Неаполя. С 1903 года — солист «Ла Скала».
Дебютировал в «Метрополитен-опере» в 1915 году, исполнив партию Фигаро в «Севильском цирюльнике» Россини. Оставался солистом этого театра до 1935 года, впоследствии ненадолго вернулся в него в 1939-1940 годах.

## Творчество
У Джузеппе Де Луи голос был не очень мощным, но исключительно красивым и теплым тембром, особенно в среднем регистре. Он считался мастером в исполнении legato. Он также был отличным актёром, особенно в комедийных ролях.
В некрологе от 4 сентября 1950 года журнал Time назвал Де Луку «ярчайшей звездой золотого века „Метрополитен“».
Де Лука — первый исполнитель главных партий в двух операх Джаккомо Пуччини. В 1904 году в «Ла Скала» он впервые выступил в роли Шарплеса в «Мадам Баттерфляй». В 1918 году в Метрополитен-опере он также пел заглавную партию на мировой премьере «Джанни Скикки».
Кроме того, он впервые исполнил партии Мишонне в «Адриенне Лекуврёр» Чилеа (1902), Глеби в «Сибири» Джордано (1903), Маркиза в «Гризельде» Массне (1904).
Де Лука оставил заметный след в опере. Его карьера длилась очень долго.